# Кузьмин, Геннадий Павлович
Геннадий Павлович Кузьмин (19 января 1946, Мариинск, Кемеровская область — 28 февраля 2020, Луганск) — советский и украинский шахматист, гроссмейстер (1973). Заслуженный тренер Грузинской ССР (1984), заслуженный тренер СССР (1991) и Украины (1992).

## Биография
Серебряный призёр чемпионата СССР 1973 г., бронзовый призёр 1972 г. Чемпион Украинской ССР 1969 г. Чемпион Украины 1999 г.
В составе сборной СССР в 1974 году стал победителем шахматной олимпиады в Ницце.
Победитель Всесоюзного турнира молодых мастеров (1971), студенческих командных чемпионатов мира (1966—1968 и 1971) в составе команды СССР, командного чемпионата Европы (1973) в составе команды СССР, Спартакиады народов СССР (1979) в составе команды Украинской ССР.
Участник 6 зональных (лучший результат в 1978 — 3—5-е места) и 2 межзональных турниров: Ленинград (1973) — 7-е, Рига (1979) — 8—10-е места.
Лучшие результаты в других международных соревнованиях: Цинновиц (1971) — 2—3-е; Сьенфуэгос (1973) — 3—4-е; Баня-Лука (1974) — 2-е; Гастингс (1973/1974) — 1—4-е; Варна (1973) — 3-е; Реджо-нель-Эмилия (1976/1977) — 1-е; Поляница-Здруй (1977 и 1984) — 2-е; Киев (1978) — 2—4-е; Будапешт (1978) — 3—4-е; Кладово (1980) — 1—2-е; Бангалор (1988) — 1-е; Дортмунд (1981) — 1—3-е; Нью-Дели (1984) — 4-е; Таллин (1985) — 2-е; Бад-Вёрисхофен (1986, 204 участника) — 1—3-е; Ташкент (1987) — 2-е места.
Шахматист универсального стиля, постоянно стремившийся к инициативе, умел упорно и изобретательно защищаться.
Выпускник Луганского машиностроительного института.
Был тренером Майи Чибурданидзе во время её матча с Ириной Левитиной (1984) и тренером Руслана Пономарёва на чемпионате мира ФИДЕ в Москве (2001). Готовил луганских гроссмейстеров (Валерий Авескулов, Александр Арещенко, Геннадий Гинсбург, Мария Непеина, Артур Фролов).
Умер 28 февраля 2020 года в Луганске.
| Графики недоступны из-за технических проблем. См. информацию на Фабрикаторе и на mediawiki.org. |